# Attagenus arcuatefasciatus
Attagenus arcuatefasciatus es una especie de coleóptero de la familia Dermestidae.

## Distribución geográfica
Habita en Vietnam.